# Hélène Brion

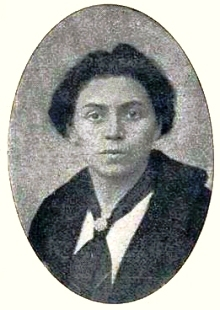
Hélène Brion (1917)

Hélène Rose Louise Brion (Clermont-Ferrand, 27 januari 1882 - Ennery, 31 augustus 1962) was een Frans feministe en syndicaliste. Ze zette zich in voor het vrouwenkiesrecht.

## Levensloop
Brion werd geboren in Clermont-Ferrand maar haar familie was afkomstig uit het departement Ardennes. Daar groeide ze ook op bij haar grootmoeder, nadat ze al op jonge leeftijd wees was geworden. Ze studeerde voor onderwijzeres in Parijs en begon in 1905 les te geven in de regio Parijs. Vanaf 1911 gaf ze les in Pantin.

### Vakbond en politiek
Nog tijdens haar studie sloot ze zich aan bij de vakbond CGT. Ze werd vakbondsafgevaardigde en klom op in de hiërarchie in de afdeling voor onderwijzend personeel, de Fédération nationale des syndicats d'instituteurs (FNSI). In augustus 1915 werd ze zelfs secretaris-generaal van deze afdeling. Na de Eerste Wereldoorlog was ze nog maar sporadisch actief in de vakbeweging. Ze sloot zich in 1914 aan bij de socialistische partij SFIO. Na het Congres van Tours (1920) stapte ze over naar de communistische partij. Ze bleef tot 1925 politiek actief.

### Pacifisme

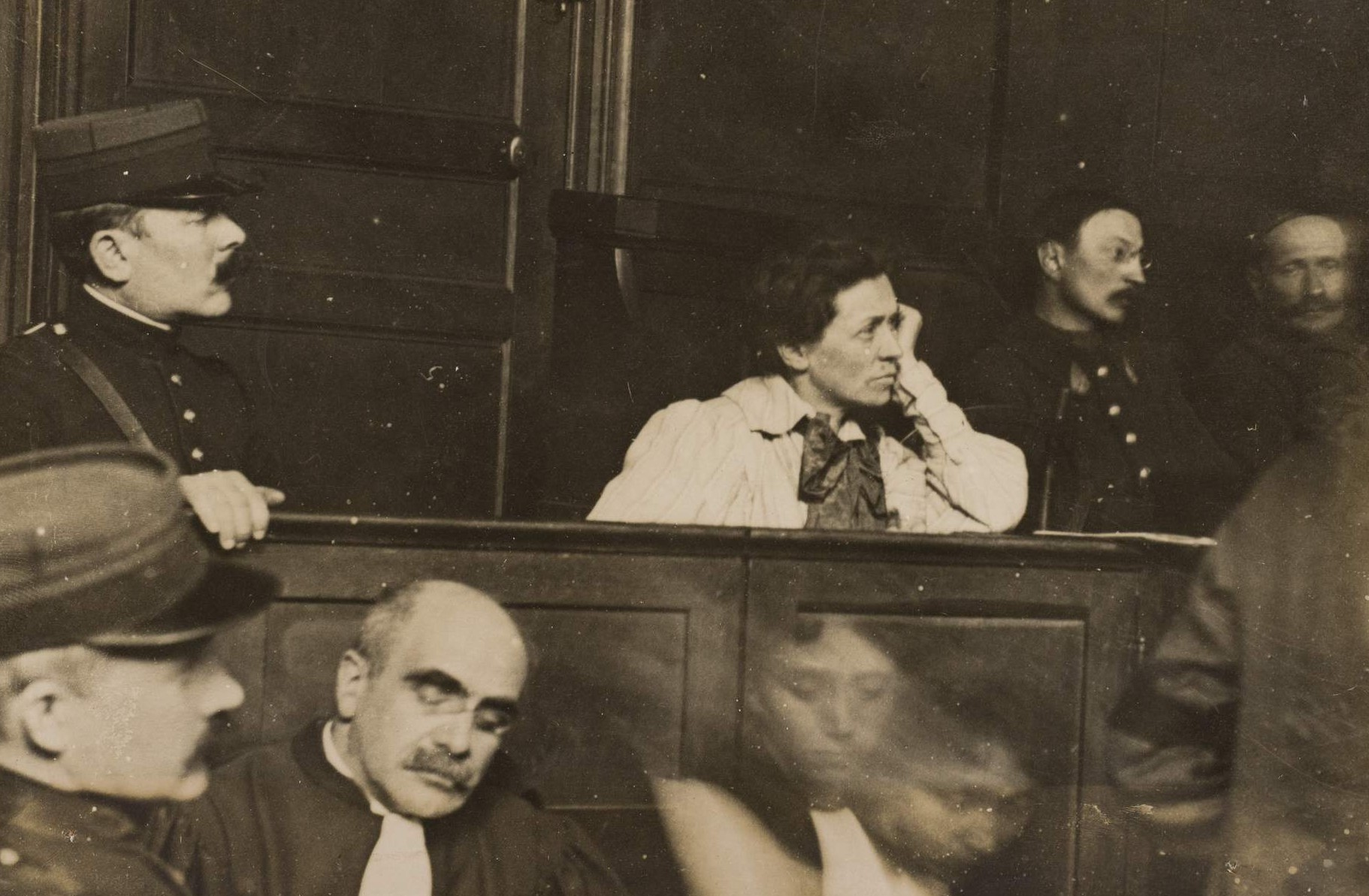
Brion tijdens haar proces

Bij het begin van de Eerste Wereldoorlog volgde ze aanvankelijk de marsrichting van de vakbond en de socialistische partij: ze nam eerst pacifistische standpunten in en sprak zich vervolgens uit tegen pacifistische propoganda. Vanaf 1916 koos ze echter resoluut voor het pacifisme en internationale samenwerking. Wegens het verspreiden van pacifistische brochures werd ze in 1917 geschorst als onderwijzer. In november 1917 werd ze aangehouden wegens het verspreiden van defaitistische propaganda. Ze kreeg steunbetuigingen van vooraanstaande feministen als Nelly Roussel, Séverine en Marguerite Durand en ook van figuren uit linkse politieke en syndicale hoek. In maart 1918 stond ze terecht voor de krijgsraad. Brion maakte gebruik van het proces om een feministisch discours af te steken. Ze klaagde hierin aan dat ze werd vervolgd voor een politiek misdrijf terwijl ze als vrouw geen politieke rechten had. Ze werd veroordeeld tot een gevangenisstraf van drie jaar met opschorting. Dit betekende dat ze werd vrijgelaten maar ze bleef wel geschorst als onderwijzer. Pas na veel tijd en moeilijkheden kreeg ze opnieuw een aanstelling als onderwijzer, maar nog tot in 1925 moest ze vechten voor haar verworven rechten.

### Feminisme
Brion was lid van verschillende feministische organisaties die zich inzetten voor vrouwenrechten en in het bijzonder voor het vrouwenkiesrecht: Le suffrage des femmes, Union fraternelle des femmes, Fédération féminine universitaire, Ligue pour le droit des femmes, Union française pour le suffrage des femmes en Ligue nationale du vote. In 1917 schreef ze het traktaat La voie féminine, waarin ze kritiek gaf op de vooroorlogse standpunten van de socialistische partij en de vakbond inzake vrouwenrechten. Het traktaat begon en eindigde ze met de oproep: Femme, ose être ("Vrouw, durf te zijn").
Na de oorlog begon Brion met het samenstellen van een feministische encyclopedie, waarin ze het leven beschreef van invloedrijke vrouwen die vergeten waren door traditionele geschiedschrijvers. Dit werk zette ze voort tot haar dood. Ze werd nog voorzitter van de vereniging Femmes de la libération humaine en schreef ook verschillende artikels voor feministische publicaties.